# جوزيف لي
جوزيف لي (بالإنجليزية: Joseph Lee)‏ هو عامل اجتماعي وكاتب أمريكي، ولد في 8 مارس 1862 في بوسطن في الولايات المتحدة، وتوفي في 1937.